# McNairy County
Das McNairy County ist ein County im US-amerikanischen Bundesstaat Tennessee. Das U.S. Census Bureau hat bei der Volkszählung 2020 eine Einwohnerzahl von 25.866 ermittelt. Der Verwaltungssitz (County Seat) ist Selmer.

## Geographie
Das County liegt im Südwesten von Tennessee und grenzt im Süden an Mississippi. Es hat eine Fläche von 1453 Quadratkilometern, wovon 2 Quadratkilometer Wasserfläche sind. An das McNairy County grenzen folgende Nachbarcountys:
|                 | Chester County              |               |
| Hardeman County |                             | Hardin County |
|                 | Alcorn County (Mississippi) |               |

## Geschichte
Das McNairy County wurde am 8. Oktober 1823 aus Teilen des Hardin County gebildet. Benannt wurde es nach John McNairy, einem Richter des US-Distriktgerichts für den Distrikt Tennessee.

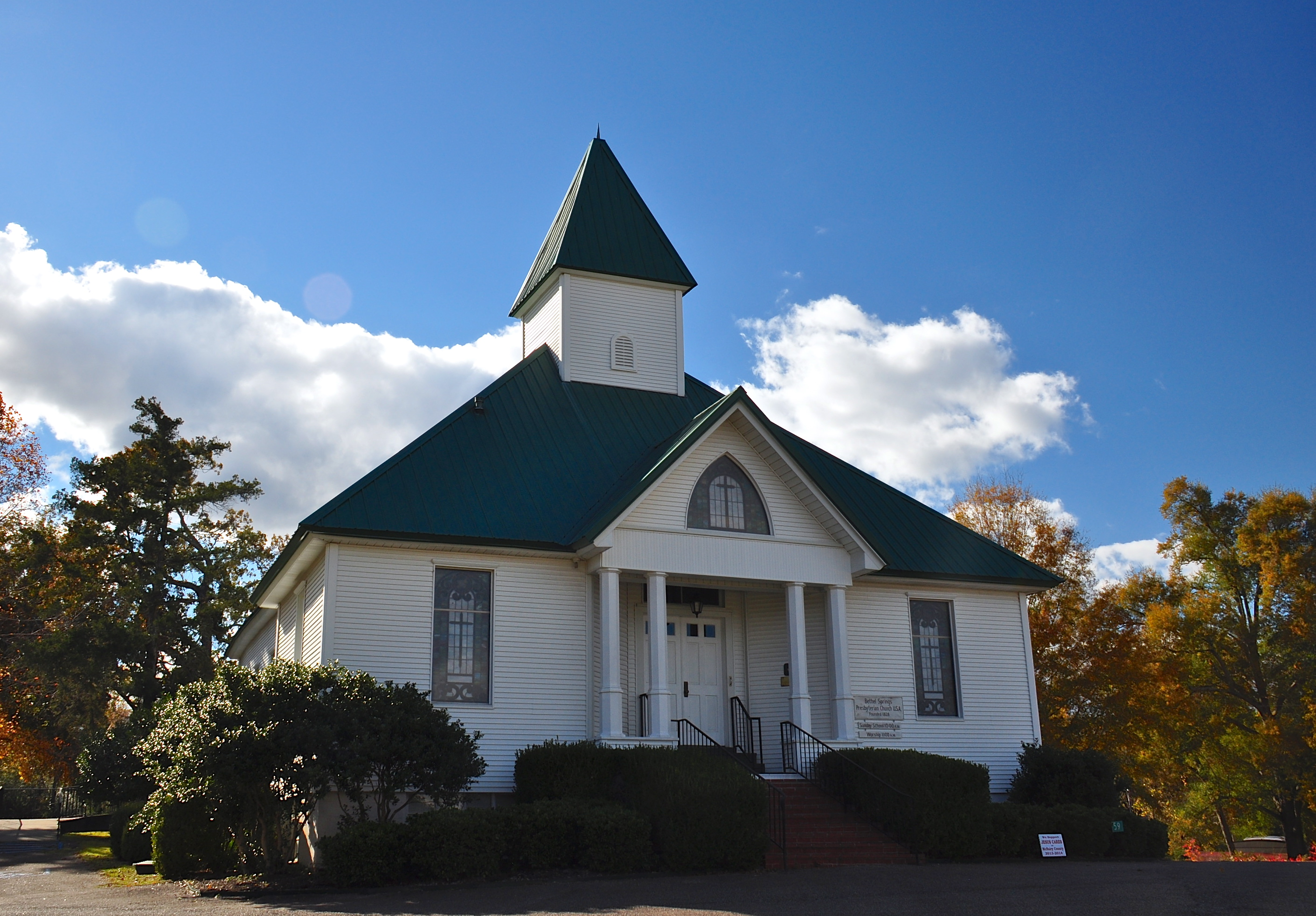
Die Bethel Springs Presbyterian Church ist einer von drei Einträgen des Countys im NRHP.

Drei Bauwerke des Countys sind im National Register of Historic Places (NRHP) eingetragen (Stand 23. August 2018).

## Demografische Daten
Nach der Volkszählung im Jahr 2010 lebten im McNairy County 26.075 Menschen in 10.113 Haushalten. Die Bevölkerungsdichte betrug 18 Einwohner pro Quadratkilometer. In den 10.113 Haushalten lebten statistisch je 2,53 Personen.
Ethnisch betrachtet setzte sich die Bevölkerung zusammen aus 92,1 Prozent Weißen, 6,1 Prozent Afroamerikanern, 0,3 Prozent amerikanischen Ureinwohnern, 0,2 Prozent Asiaten sowie aus anderen ethnischen Gruppen; 1,2 Prozent stammten von zwei oder mehr Ethnien ab. Unabhängig von der ethnischen Zugehörigkeit waren 1,6 Prozent der Bevölkerung spanischer oder lateinamerikanischer Abstammung.
23,0 Prozent der Bevölkerung waren unter 18 Jahre alt, 59,3 Prozent waren zwischen 18 und 64 und 17,7 Prozent waren 65 Jahre oder älter. 50,9 Prozent der Bevölkerung war weiblich.

Das jährliche Durchschnittseinkommen eines Haushalts lag bei 34.777 USD. Das Pro-Kopf-Einkommen betrug 18.488 USD. 21,1 Prozent der Einwohner lebten unterhalb der Armutsgrenze.

## Ortschaften im McNairy County
Citys
- Finger
- Ramer

Towns
| - Adamsville - Bethel Springs - Eastview - Guys | - Michie - Milledgeville1 - Selmer - Stantonville |

Unincorporated Communitys
- Chewalla
- Purdy
- Lawton

1 – teilweise im Chester und im Hardin County

## Gliederung
Das McNairy County ist in sieben durchnummerierte Distrikte eingeteilt:
| Distrikt | Einwohner (2010) | FIPS     |
| -------- | ---------------- | -------- |
| 1        | 3885             | 47-90110 |
| 2        | 3941             | 47-90300 |
| 3        | 3807             | 47-90490 |
| 4        | 3464             | 47-90680 |
| 5        | 3583             | 47-90870 |
| 6        | 3706             | 47-91060 |
| 7        | 3689             | 47-91250 |